# Sarcasm
Sarcasm är ett svenskt death metal-band, bildat 1990. Bandet har skivkontrakt med Hammerheart Records, som har ett trettiotal andra band i sitt stall.

## Medlemmar
Nuvarande
- Heval Bozarslan – sång (1990–1994, 1997, 2015–)
- Anders Eriksson – gitarr (1994, 1997, 2016–)
- Peter Laitinen – gitarr (2015–)
- Jonas Söder – basgitarr (2016–)
- Alvaro Svanerö – trummor (2017–)

Tidigare
- Dave Janney – basgitarr (1990–1994, 1997; död 2008)
- Henrik Forslund – trummor (1990–1993), gitarr (1993–1994), basgitarr (2015–2016)
- Johan Hedman – trummor (1990)
- Fredrik Wallenberg – gitarr (1990–1994, 2015–2016)
- Oskar Karlsson – trummor (1993–1994, 2015–2016; död 2016)
- Simon Winroth – trummor (1997)
- Matte Modin –	trummor (2016–2017)

## Diskografi
Studioalbum
- 2016 – Burial Dimensions
- 2017 – Within the Sphere of Ethereal Minds
- 2019 – Esoteric Tales of the Unserene
- 2022 – Stellar Stream Obscured

EP
- 2000 – Scattered Ashes (bildskiva 7", begränsad upplaga på 500 exemplar)

Samlingsalbum
- 1998 – A Touch of the Burning Red Sunset
- 2011 – Never After – The Complete Recordings
- 2015 – Burial Dimensions
- 2017 – Desolating Screams of Agony (boxset)
- 2020 – Death Chants of the Ancient Realms – The Complete Demo Anthology

Demoer
- 1992 – Fleshwaste
- 1992 – In Hate...
- 1992 – Soul Enchantment
- 1993 – Dark
- 1993 – Demo 1993
- 1994 – A Touch of the Burning Red Sunset